# Lita de Ranitz
Jonkvrouw Willemine Elisabeth Edzardine (Lita) de Ranitz (Den Haag, 4 maart 1876 - Amsterdam, 21 juli 1960) stelde een poppenhuis samen en verzamelde ook nog kleinere poppenhuizen, -kamers, winkeltjes en speelpoppen. Haar collectie bevindt zich in het Haags Historisch Museum.

## Familie
De Ranitz was lid van de adellijke familie De Ranitz en een dochter van adjudant Sebastiaan Mattheus Sigismund de Ranitz (1846-1916) en Hermanne Louise Christine Thomassen à Thuessink van der Hoop (1846-1920). Zij trouwde in 1919 met kunstschilder Willem Bastiaan Tholen, uit welk huwelijk geen kinderen werden geboren.

## Geschiedenis

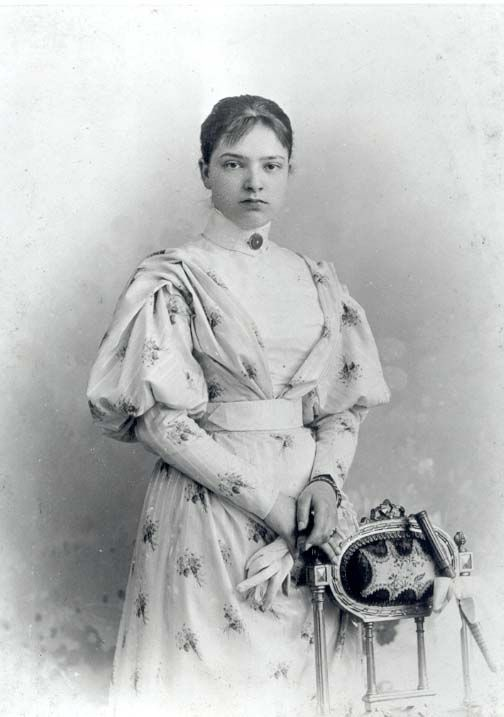
Lita de Ranitz op jonge leeftijd

Lita de Ranitz speelde als kind met haar vriendinnetjes veel met een eenvoudig, door haar vader van een kist getimmerd poppenhuis. Toen de inventaris zich ook later nog langzaam maar zeker uitbreidde, gaf ze in 1910 opdracht voor een nieuw, eigentijds huis. Herman J. Ros, leraar aan de Ambachtschool te Den Haag, nam na veel besprekingen de bouw op zich.
De Ranitz sprak haar talen goed en reisde veel door Europa met haar vriendin en chaperonne freule Van Hogendorp. Ook tijdens haar reizen ging ze door met verzamelen van miniaturen en kleine kunstvoorwerpen. Kunstenaars uit haar omgeving, o.a. haar latere echtgenoot Willem Bastiaan Tholen, Jan Toorop, Johan Barthold Jongkind, Willem Roelofs en Anton Mauve maakten miniatuurschilderijtjes. Lita's zus Anna de Ranitz (1872-1958) borduurde een prachtig badkamergordijn op blauwe zijde met rozen en pauwen. Ook enkele geborduurde "perzische tapijten" zijn van haar hand. Het eigentijdse poppenhuis werd een soort kunstkabinet, Lita herstelde hiermee een oude Nederlandse traditie.
Naast het grote poppenhuis verzamelde Lita nog meer: kleinere poppenhuizen, -kamers, keukens, winkeltjes en speelpoppen. Na haar huwelijk in 1919 met Willem Bastiaan Tholen maakte ze zijn atelier in de tuin van hun Kanaalvilla na in miniatuur. Haar Boddaertkamer met miniatuurtuin is helaas voor het grootste deel verloren gegaan, wel bestaan er nog zwart-witfoto's van, uit 1955.
Lita was literair begaafd en schreef graag, een aantal van haar teksten verscheen in druk. Onder meer koningin-moeder Emma had belangstelling voor haar uitgaven. Zij werd een bekende figuur in het Haagse society- en kunstenaarsleven. Ze was bevriend met de schrijver Louis Couperus (1863-1923) en diens vrouw en was sterk betrokken bij de organisatie van de 60e verjaardag van de schrijver en bij de lezingen.
Willem Bastiaan Tholen overleed in 1931. Toen de Kanaalvilla in 1942 op last van de Duitsers werd afgebroken, vestigde Lita zich bij haar zus Anna in Amsterdam. Haar collectie poppenhuizen en poppen werd na de oorlog sfeervol op de zolder geïnstalleerd. Soms vertrok een deel ervan naar een tentoonstelling. Na de dood van Lita in 1960 werd de hele collectie overgedragen aan het Kostuummuseum te Den Haag, waar zij tot 1984 te zien was. Tegenwoordig huist de collectie op de zolder van het Haags Historisch Museum. Zo is Lita's levenswerk weer teruggekomen in haar geboortestad.

## Het grote poppenhuis

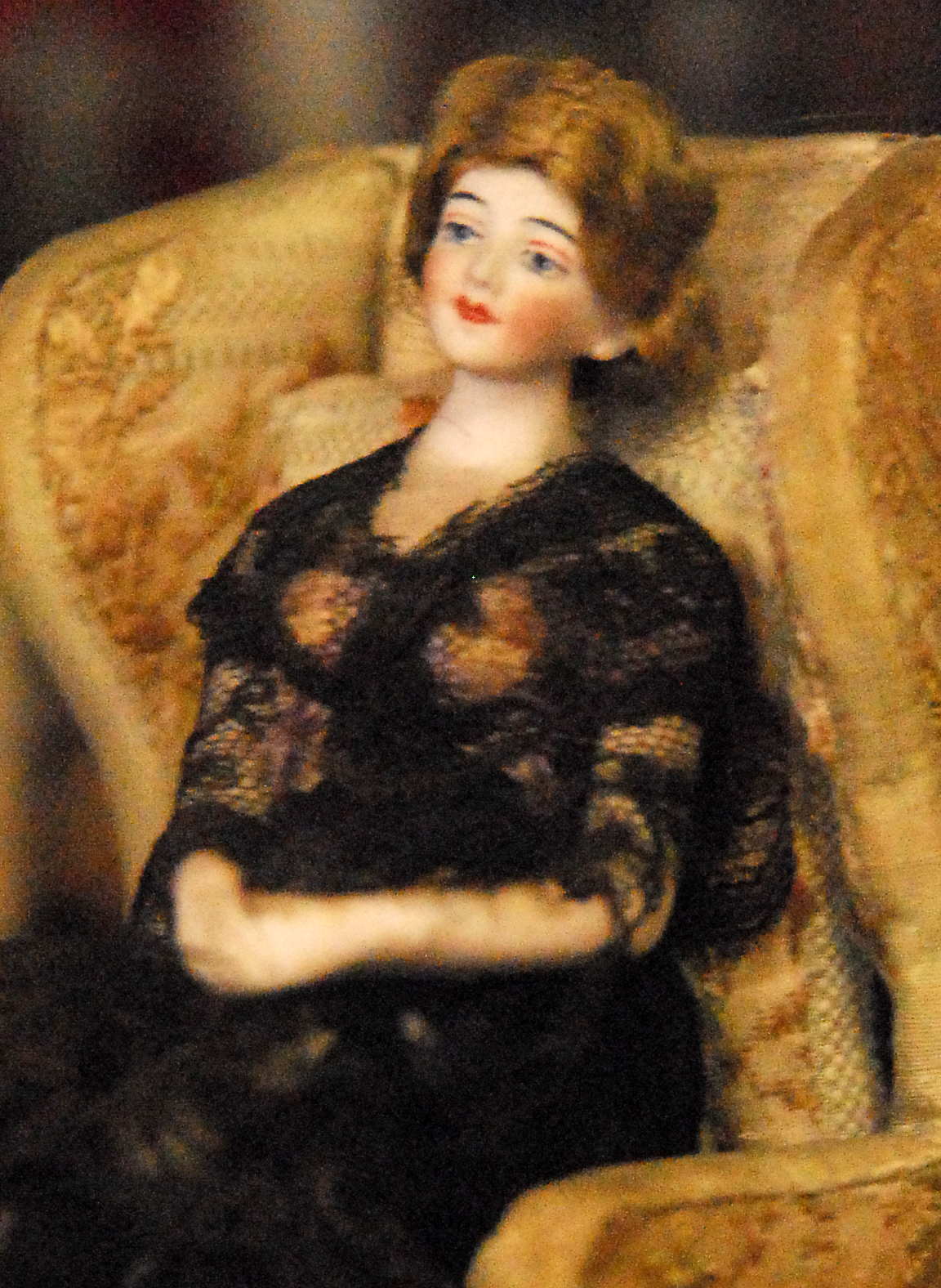
Lita de Ranitz: pop in haar grootste poppenhuis

Het grote poppenhuis stelt een moderne villa voor zoals in deze ca. 1910 in zwang was. In september van dat jaar was het dak er opgekomen en de Nederlandse vlag verscheen feestelijk op de nok. Het huis in zijn geheel geeft een goed beeld van een welvarende huishouding aan het begin van de 20e eeuw.
De villa bevat een woonhal met links de eetkamer en rechts de keuken. Op de eerste verdieping liggen in het midden de overloop met de badkamer, links de salon en rechts de slaapkamer. Het interieur is goed zichtbaar en toont behalve de inventaris ook moderne snufjes zoals een stofzuiger, centrale verwarming en elektrisch licht. Ook de zolder is ingericht, maar deze wordt niet aan het publiek getoond.
Er wonen vijf poppen in het huis. Een porseleinen popje in een zwart-lila kanten japon in de salon stelt Lita zelf voor (zie afbeelding).
Aan het begin van de 21e eeuw was het hele poppenhuis dringend aan restauratie toe. Zeven verschillende restauratie-ateliers werden betrokken bij dit complexe proces. Ook de meubeltjes, vele voorwerpen van diverse materialen, de schilderijtjes en de poppen zijn gerestaureerd. De restauratie werd uitgevoerd in de periode februari tot en met september 2014. 
- Biografisch Portaal: 33119603
- Gemeinsame Normdatei: 1161907351
- International Standard Name Identifier: 0000 0003 9662 0142
- Nederlandse Thesaurus van Auteursnamen: 07192065X
- RKD-Nederlands Instituut voor Kunstgeschiedenis: 344705
- Virtual International Authority File: 291580174
- WorldCat: E39PBJhRCkbkJvVC4C9qXd7j4q